# Chacabuco megye (Chaco)
Chacabuco egy megye Argentínában, Chaco tartományban. A megye székhelye Charata.

## Települések
A megye egyetlen nagyobb településből (Localidades) áll:
- Charata

Kisebb települései (Parajes):